# Jizya
La jizya (àrab: جزية, jizya) fou l'impost personal que sota el domini de l'islam havien de pagar els ciutadans que no eren musulmans. Aquest impost es cobrava cada any lunar, al contrari dels impostos agrícoles. Sota els mogols l'impost es va suprimir temporalment dels seus dominis, i va desaparèixer progressivament de tots els estats musulmans.